# NGC 4708
NGC 4708 (również PGC 43382) – galaktyka spiralna (Sab), znajdująca się w gwiazdozbiorze Panny. Odkrył ją William Herschel 11 marca 1788 roku.
W galaktyce tej zaobserwowano supernowe SN 2003ef i SN 2005bo.